# Portada/article octubre 27

## Ian Thorpe
Ian James Thorpe (Milperra, Sydney, 13 d'octubre de 1982) és un nedador australià ja retirat, anomenat Thorpedo i Thorpey. Aconseguí cinc medalles d'or als Jocs Olímpics, la millor marca obtinguda per un esportista australià. El 2001 es convertí en el primer nedador a guanyar sis medalles d'or en un Campionat Mundial de Natació. En total, Thorpe sumà onze medalles d'or en aquesta competició, que és la segona millor marca aconseguida per un nedador, rècord en possessió del nord-americà Michael Phelps. Thorpe és, juntament amb Michael Phelps, l'única persona que ha estat nomenada "Nedador de l'any" en quatre ocasions, distinció concedida per la revista Swimming World Magazine (El món de la natació), i fou "Nedador australià de l'any" des del 1999 fins al 2003. Els seus èxits esportius l'han convertit en un dels atletes més populars d'Austràlia.